# Kurramiana micrantha
Kurramiana micrantha là một loài thực vật có hoa trong họ Long đởm. Loài này được (Aitch. & Hemsl.) Omer & Qaiser mô tả khoa học đầu tiên năm 1992.